# Polis
Als Polis (die; von altgriechisch πόλις pólis, deutsch ‚Stadt, Staat‘, ursprünglich auch: ‚Burg‘; Plural Poleis, zu πόλεις póleis) wird für gewöhnlich der typische Staatsverband im antiken Griechenland bezeichnet, der in der Regel als ein städtischer Siedlungskern (→ (Kern-)Stadt; griechisch ἄστυ ásty) mit dem dazugehörigen Umland (χώρα chṓra, [die] ‚Chora‘) greifbar ist. Dessen Bewohner wurden von den Einwohnern des urbanen Zentrums rechtlich nicht unterschieden. Die typische Polis war eine Bürgergemeinde bzw. ein Personenverband und definierte sich nicht primär über ihr Territorium, sondern über ihre Mitglieder (→ Bürger#Griechenland). Sie wurde zum klassischen Begriff für den Stadtstaat in der Antike; ob sie jedoch tatsächlich als solcher gelten kann, ist in der Forschung seit langem umstritten.
Seit der Entstehung der Polis in archaischer Zeit (ca. 700–500 v. Chr.) und wegen der großen Zahl an Neugründungen im Hellenismus (323–30 v. Chr.) blieb die Mittelmeerwelt über Jahrhunderte hinweg städtisch geprägt, obwohl die Mehrheit der Menschen auf dem Land lebte; denn in der Regel waren in den griechisch geprägten Gebieten auch die meisten Landbewohner entweder Vollbürger, Abhängige (z. B. Frauen und Metöken) oder Sklaven einer Polis. Vor diesem Hintergrund ist auch das berühmte Diktum des Aristoteles zu verstehen, der Mensch sei ein zoon politikon, also ein in der Polis lebendes Wesen; denn wer freiwillig nicht in einer Polis lebe, sei entweder weniger als ein Mensch oder mehr.
Das Römische Reich stützte sich im Osten später in starkem Maße auf die nun nur noch halbautonomen Poleis, die in der Spätantike (284–641 n. Chr.) vielerorts einen langsamen Niedergang erlebten. Im 6. Jahrhundert dann scheiterten unter Kaiser Justinian letzte Versuche, die Position der Städte zu stärken und die Polis zu revitalisieren. Die islamische Expansion im 7. Jahrhundert führte schließlich endgültig zum Untergang der meisten Poleis. In dieser Zeit des (fließenden) Übergangs vom Oströmischen zum Byzantinischen Reich wandelten sich die meisten Städte zu guter Letzt von der Polis in ein befestigtes, vergleichsweise oft sehr kleines Kastron, eine typische byzantinische Art Festungsstadt.

## Entstehung und Charakter der Polis
In der Forschung ist umstritten, ob die Wurzeln der Polis in der mykenischen Kultur der späten Bronzezeit liegen, ob sie während des „Dunklen Zeitalters“ um 900 v. Chr. entstand oder erst zu Beginn der Archaik. Wie diese Frage beantwortet wird, hängt nicht zuletzt davon ab, welche Definition von Polis man verwendet. Dementsprechend herrscht auch keine Einigkeit darüber, wann die Poliskultur unterging. Die große Mehrheit der heutigen Forscher geht aber davon aus, dass die Polis im 8. Jahrhundert v. Chr. in ihrer „klassischen“ Form entstand und dass Poleis bis in die ausgehende Spätantike existierten. Immer wieder wird auch ein möglicher Einfluss des orientalischen, insbesondere phönizischen, Stadtstaates auf die Genese der Polis diskutiert.
Polis (mit den Worten Politik, Metropole bzw. Metropolis und Kosmopolis, Kosmopolit verwandt) bezeichnete ursprünglich eine befestigte Höhensiedlung (auch: Akropolis: „Oberstadt“, Stadtfestung), unter deren Schutz sich spätestens im 8. Jhd. v. Chr. Siedlungen städtischen, aber auch präurbanen Charakters entwickelten. In Athen wurde Polis noch bis ins 5. Jhd. v. Chr. synonym mit Akropolis verwendet. (Auch in Athen war die Akropolis ursprünglich eine Zitadelle.) Hintergrund stellte wohl das im griechischen Raum seit dem frühen 8. Jhd. v. Chr. einsetzende Bevölkerungswachstum dar; auch dürfte orientalischer Einfluss eine gewisse, aber schwer zu bestimmende Rolle gespielt haben. Mit den Stadtstaaten der Phönizier pflegten die Griechen damals enge Kontakte. Die uns geläufige Bedeutung als „Gemeinwesen eines Bürgerverbandes“ erhielt der Begriff erst im weiteren Verlauf der archaischen Epoche, als sich die Polis zu jener Form der politischen Organisation entwickelte, die so charakteristisch für Griechenland und von Griechen besiedelte Regionen in der 2. Hälfte des 1. Jahrtausends v. Chr. werden sollte.
Mit der Großen Griechischen Kolonisation (um 750 bis 550 v. Chr.) verbreitete sich der Typus der Polis vom griechischen Mutterland (das Festland und der Ägäisraum) über die Küsten fast des gesamten Mittelmeers und des Schwarzen Meeres. Das führte dazu, dass sich der Kommunikationsraum, in dem Griechen ihre Erfahrungen austauschten und in ihren lokalen Gemeinschaften spezifische Identitäten entwickelten, erheblich erweiterte. Zugleich ging von der griechischen Kolonisation vermutlich ein starker Impuls aus, sich in der Polis Institutionen zur Entscheidungsfindung, Rechtspflege und ständigen Wehrbereitschaft zu geben; möglicherweise beeinflusste die Entwicklung in den griechischen Kolonien (richtiger: Apoikien) auch die Verfassung der Städte im Mutterland. Später, im hellenistischen Zeitalter, waren die Städtegründungen Alexanders des Großen und seiner Nachfolger, der Diadochen, ein wichtiges Mittel der „Hellenisierung“ des Alten Orients. In hellenistischer, römischer und spätantiker Zeit verloren die meisten Poleis dabei zwar ihre politische Unabhängigkeit, blieben aber noch sehr lange halbautonome Gemeinwesen und bildeten das ökonomische wie administrative Rückgrat der Diadochenreiche wie des Römischen Reiches.

„Insgesamt existierten im griech. Mutterland sowie in den ‚kolonialen‘ Gebieten der Hellenen an den Küsten des Mittelmeers und des Schwarzen Meers und später in den hellenistischen Reichen mindestens 1500 Siedlungen vom Typ der Polis.“

In der aktuellen Forschung ist vor allem der Charakter der Polis im Hellenismus sehr umstritten, wobei die Diskussion um die Frage kreist, ab wann die prinzipiell „demokratische“ Ordnung der meisten Gemeinwesen von einer Oligarchie abgelöst wurde. Während man früher gemeinhin der Ansicht war, dass dieser Prozess bereits unter den ersten Diadochen einsetzte, mehren sich heute die Stimmen, die annehmen, dass dies erst im Verlauf des 2. und 1. vorchristlichen Jahrhunderts unter der zunehmenden römischen Dominanz erfolgt sei. Unbestritten ist, dass spätestens im Prinzipat die Stadträte, deren Mitglieder nun anders als früher einen eigenen Stand bildeten, die Poleis dominierten.
Die Griechen beschränkten den Begriff Polis nicht auf jene Gebiete, in denen sie selbst siedelten, sondern bezeichneten auch Gemeinden wie Karthago in Nordafrika und Rom in Italien als Poleis. Die geographischen Besonderheiten Griechenlands – kleinräumige fruchtbare Ebenen, die von Gebirgen umschlossen und von Flüssen durchflossen werden – förderten das Entstehen kleinräumiger politischer Einheiten, die sich bald als eigenständig und unabhängig verstanden. Dabei wird die Polis in erster Linie als „Gemeinschaft von Bürgern“ (koinônía tôn politôn) definiert. Der Charakter als Personenverband zeigt sich sehr deutlich in der üblichen Bezeichnung eines Staates nach seinen Bürgern (hoi Athênaíoi, hoi Korínthioi, hoi Lakedaimónioi usw.), nicht nach seinem Staatsgebiet (etwa Athénai, Thébai). Gemeinsam war fast allen Poleis die Existenz von Magistraturen (wie etwa dem Archontat), einer Volksversammlung und mindestens einer Ratsversammlung (boulé); die konkrete Ausgestaltung der jeweiligen Verfassung konnte sich aber sehr unterscheiden.
Die meisten Poleis näherten sich dem Ideal der kleinen, überschaubaren Gemeinde an, in der man einander kannte und sich leicht zu Versammlungen einfinden konnte. Platon geht von einer Idealzahl von 5040 Bürgern als Grundbesitzer und Verteidiger ihres Landes aus. Insgesamt ist für die klassische Zeit von schätzungsweise 700 Poleis mit einer Durchschnittsgröße von 50 bis 100 km² auszugehen. Bewohnt wurden sie von meist 2000 bis 4000 Menschen. Argos verfügte im Vergleich dazu über etwa 1.400 km². 626 Stadtstaaten sind aus klassischer Zeit durch Münzen, literarische Quellen und Tributlisten bekannt. Unser heutiges Bild von einer Polis wird im Gegensatz zur damals herrschenden Wirklichkeit von einer kleinen Anzahl politisch besonders bedeutsamer Stadtstaaten bestimmt, die – wie Athen und Sparta – allerdings selbst äußerst gegensätzlich in Charakter und politischer Organisationsform sein konnten. Im Hellenismus stieg die Zahl der Poleis dann, wie gesagt, noch einmal stark an. In späterer Zeit konnten einzelne Städte wie etwa Antiochia oder Alexandria auch mehrere hunderttausend Einwohner haben, doch blieben dies Ausnahmen.
Vergleichbare Stadtgemeinden gründeten im Mittelmeerraum sowohl Phönizier (z. B. Karthago), Etrusker (z. B. Veii, aber auch Rom). Die keltischen oppida bildeten offenbar eine primitivere Siedlungsform, die die Römer dann aber in civitates umwandeln konnten.
Die Alternative zur Pólis bildete das „Éthnos“, der antike griechische „Stammesstaat“. Er war in Regionen mit wenigen Siedlungskernen wie im westlichen und nordwestlichen Griechenland die Hauptorganisationsform, in der die einzelnen dörflichen Siedlungen nur untergeordnete Kompetenzen und Funktionen ausüben konnten und die elaborierte staatliche Organisation der Polis nicht erreicht wurde. Zu weltgeschichtlicher Bedeutung gelangte ein Stammesstaat erst in der 2. Hälfte des 4. Jahrhunderts v. Chr. mit dem Stammeskönigtum Makedoniens, als Philipp II. daraus die stärkste Militärmacht Europas formte und sein Sohn und Nachfolger Alexander der Große das Stammeskönigtum über Asien und Nordafrika (Ägypten) zu einem griechisch geprägten Weltreich erweiterte – das aber rasch zerfiel. Allerdings galt Makedonien in der Antike in der Regel nicht als regulärer Teil von Hellas (nur die Mitglieder der Herrscherfamilie wurden als Griechen betrachtet), so dass man es nur unter Vorbehalt als griechisches Ethnos bezeichnen kann.
Die ältere Forschung nahm lange Zeit an, spätestens mit Alexander und dem Beginn der Epoche des Hellenismus sei die große Zeit der Poleis, die nun bald sämtlich unter direkter oder indirekter Herrschaft zunächst der Diadochenreiche, später dann der Römer standen, vorbei gewesen. Seit einigen Jahren wird hingegen betont, dass das Gegenteil der Fall gewesen sei. An Zahl, Größe, geographischer Verbreitung und ökonomischer Bedeutung übertrafen die griechischen Städte der Zeit nach Alexander die der klassischen Epoche bei weitem, und auch die Demokratie ging keineswegs unter. Von wachsender Bedeutung war nun der Euergetismus, also die Übernahme öffentlicher Aufgaben und Bauten durch reiche Wohltäter („Euergeten“). Freilich war der außenpolitische Handlungsspielraum der Poleis nun eingeschränkt, auch wenn ein geschicktes Lavieren zwischen den unterschiedlichen Machtblöcken mitunter durchaus erhebliche Freiräume schaffen konnte.
Dies änderte sich im Grunde erst, als Rom seit dem 2. Jahrhundert v. Chr. zur dominierenden und schließlich einzigen Macht im östlichen Mittelmeerraum wurde. Doch da sich auch die Römer, wie erwähnt, auf die Poleis stützen mussten, um ihr Imperium in der Fläche beherrschen zu können, bestanden die Poleis, deren Stadträten während der Kaiserzeit meist die Steuererhebung oblag, noch lange fort. Dabei war die Mitgliedschaft im Stadtrat nun anders als früher erblich geworden, vermutlich unter römischem Einfluss. Erst mit dem Ausbau der kaiserlichen Administration und der Christianisierung seit dem 4. Jahrhundert wurden die Städte in eine Krise gestürzt, da sich nun gerade die reichsten Mitglieder der Stadträte ihren Pflichten entzogen, indem sie dem Klerus oder der Reichsverwaltung beitraten. Zudem entzog man den Städten in der Spätantike wesentliche Kompetenzen und die Finanzautonomie. Trotz dieser strukturellen Veränderungen lässt sich aber für viele oströmische bzw. griechische Poleis im 5. und 6. Jahrhundert (als die römischen Städte im Westen bereits einen offenkundigen Niedergang erlebten) noch immer ein erheblicher Wohlstand konstatieren. Allerdings setzten sich informelle Herrschaftsformen der lokalen „Mächtigen“ in den spätantiken Städten nun immer mehr gegenüber den althergebrachten Organisationsformen der Polis durch. Das faktische Ende der griechischen Poleis kam aber erst im 7. Jahrhundert im Zuge der Islamischen Expansion.

## Politische und gesellschaftliche Entwicklung der Stadtstaaten
Grundsätzlich wird die Diskussion über den Charakter der Polis dadurch erschwert, dass gerade jene Stadt, über die wir in Hinblick auf das Klassische Zeitalter (ca. 500 bis 330 v. Chr.) mit Abstand am meisten wissen, Athen, in vielerlei Hinsicht eine Ausnahme dargestellt zu haben scheint. Erst in den letzten Jahren wächst, vor allem dank der Epigraphik, unser Wissen auch über andere Poleis, also das „dritte Griechenland“ jenseits von Athen und Sparta. Die politische Entwicklung ist dabei aufgrund der Quellenlage nicht mit Sicherheit zu rekonstruieren, scheint aber in vielen Poleis oft nach einem gemeinsamen Muster verlaufen zu sein: Seit der Aufzeichnung der homerischen Epen und dem Beginn der archaischen Epoche Griechenlands wurden viele Poleis von einer Großgrundbesitzeraristokratie regiert. Dies stieß anscheinend auf den Widerstand nichtadliger Schichten des Demos, zumal die Kluft zwischen Arm und Reich nach Aufkommen der Geldwirtschaft und der dadurch möglichen Thesaurierung des Gewinns offenbar immer breiter wurde. Einen stabilen Erbadel gab es anscheinend nicht, was überdies zu Konflikten innerhalb der Oberschichten führte. Diese akute Krise der frühen Polis, die sich vielfach in Bürgerkriegen (Staseis) entlud, nutzten offenbar einzelne Aristokraten aus, um sich seit der Mitte des 7. Jahrhunderts v. Chr. als Tyrannen an die Spitze verschiedener Poleis zu setzen. Anfangs war „Tyrannis“ dabei noch eine weitgehend neutrale Bezeichnung für eine Einzelherrschaft; doch bekam sie, wie die Kritik Solons in Athen um 570 v. Chr. zeigt, bald die gleiche negative Bedeutung, die wir noch heute in dem modernen Begriff der Tyrannei fassen können und die sich ab dem frühen 5. Jahrhundert allgemein durchsetzte.
Ungeachtet des Auftretens von Tyrannen war die Institutionalisierung der Polis spätestens um 600 v. Chr. zumindest in Athen bereits so weit fortgeschritten, dass sie als politisch handelndes Subjekt bzw. die Bürgerschaft als Einheit gedacht wurden. Es entwickelten sich die drei Staatsorgane, die letztlich für alle Poleis typisch waren, wenngleich in teils sehr unterschiedlicher Ausprägung: Volksversammlung, Rat und Magistraturen.
Am Ende dieses Prozesses stand meist eine Verfassung, in der alle zum Dienst als Schwerbewaffnete (Hopliten) fähigen begüterten Bürger als politisch berechtigte Bürger mit gleichem aktiven und passiven Wahlrecht (letzteres abgestuft nach der Höhe des agrarischen Einkommens, aber nicht mehr an adlige Geburt gebunden) anerkannt waren und politische Aufgaben in Ratsgremien (bulé) vorberaten, in einer Volksversammlung (ekklesía) mit der Mehrheit der Stimmen entschieden und von jährlich wechselnden Beamten ausgeführt wurden. War auch die Masse der ärmeren Kleinbauern und der Grundbesitzlosen (Theten), die als Leichtbewaffnete Kriegsdienst verrichteten, wenigstens mit aktivem Stimmrecht an den Abstimmungen in der Volksversammlung und im Volksgericht beteiligt, wie in Athen nach den Reformen Solons 594/93 v. Chr., so definiert man nach den Kriterien des Aristoteles diese Verfassung als eine durch oligarchische und aristokratische Elemente „gemäßigte“, „althergebrachte“ „Demokratie“. Als wichtigstes Merkmal einer wahrhaft demokratischen Ordnung galt dabei die Verlosung der meisten Ämter; wurde hingegen gewählt, so galt dies als Indiz für eine oligarchische Verfassung.
Aufgrund der außergewöhnlichen Umstände der Perserkriege entwickelte sich Athen von einer Landmacht zur Seemacht, in der die Theten das Gros der Ruderer stellten und mit ihrer militärischen Bewährung in der Seeschlacht von Salamis 480 v. Chr. und den Expeditionen des 478/77 gegründeten Delisch-Attischen Seebundes an politischem Bewusstsein soweit erstarkten, dass sich ab 462/61 mit den Reformen des Ephialtes und Perikles in Athen die gemäßigte Demokratie mit der Entmachtung des Areopags und der Verleihung auch des passiven Wahlrechts an die Theten zur sog. radikalen Demokratie wandelte.
Mit Ausbruch des Peloponnesischen Krieges geriet die Welt der griechischen Polis zunehmend in eine existenzielle Krise. Das Hegemoniestreben der größeren Stadtstaaten hatte ein Jahrhundert fast permanenter Kriege zur Folge. Versuche auf der Basis einer koiné eiréne, eines Allgemeinen Friedens, zu einer dauerhaften Friedenslösung unter Wahrung der jeweiligen Autonomie zu gelangen, scheiterten in der 1. Hälfte des 4. Jahrhunderts v. Chr. mehrfach. Am Ende mussten sich alle Poleis zunächst der makedonischen, dann der römischen Vorherrschaft beugen. Doch blieben die Poleis in hellenistischer und römischer Zeit mit ihren charakteristischen Institutionen weiter bestehen und konnten, freilich unter der direkten oder indirekten Kontrolle eines Königs bzw. des römischen Statthalters und später des Princeps, eine gewisse lokale Autonomie und Freiheit genießen. Insbesondere der frühe Hellenismus gilt in der neueren Forschung sogar geradezu als Blütezeit der Polis. Ein Indiz für die fortbestehende Relevanz der Städte für den Alltag ihrer Bürger ist dabei der Umstand, dass es zwischen Alexander und Augustus weiterhin häufig zu Staseis kam, also zu Bürgerkriegen um die Kontrolle der Polis.
Das aufstrebende Christentum fand im östlichen Imperium Romanum seine ersten Missionszentren in diesen alten städtischen Zentren. Allerdings war die Zugehörigkeit zu den wichtigsten Gremien, insbesondere dem Stadtrat, allerspätestens im 2. Jahrhundert n. Chr. erblich geworden, womit die alte demokratische Tradition in den Poleis definitiv an ihr Ende gelangt war.

## Die Merkmale der Polis
Ähnlich wie auch Rom oder die Städte der Karthager und Etrusker verfügte jede Polis über Volksversammlung(en), Rat und Magistraturen. Die Form der politischen Organisation, die in der 1. Hälfte des 1. Jahrtausends v. Chr. typisch für Griechenland und die von Griechen besiedelten Regionen war, weist dabei ab ca. 600 v. Chr. folgende wesentliche Ideale auf, die in vielen Poleis angestrebt wurden:
1. Politische Selbstverwaltung und Selbstregierung durch die freien männlichen Bürger. Während dabei anfangs auch Anhänger einer Oligarchie offen in vielen Städten auftraten, galt ab dem Hellenismus Demokratia (zumindest in der politischen Theorie) als unverzichtbar für eine Polis.
2. Gleichheit aller Bürger vor dem Gesetz (Isonomia).
3. Das Streben nach innerer Unabhängigkeit durch eigene Gesetze (Autonomía) und politische Institutionen. Die Ämter wurden durch Wahl oder Los vergeben, wobei nur Letzteres als wirklich demokratisch galt. Durchsetzungsorgane wie etwa eine Polizei gab es hingegen nicht, was eines der Hauptargumente jener Forscher ist, die bestreiten, dass die Polis als Staat gelten kann.
4. Das prinzipielle Streben nach äußerer Unabhängigkeit durch Wehrhaftigkeit auf der Basis einer allgemeinen Wehrpflicht und Selbstausrüstung (Eleuthería = Freiheit).[21]
5. Weitestgehende wirtschaftliche Unabhängigkeit der Haushalte der einzelnen Bürger (Autarkia) durch Eigentum an einer Parzelle Land (Kléros), das sich landwirtschaftlich bearbeiten ließ und mit seinen Erträgen die Existenz der bäuerlichen Familien sicherstellen sollte. Das Eigentum an Grund und Boden war prinzipiell frei veräußerlich, beleihbar und vererblich. Das unterschied das Bodenrecht der antiken und auch mittelalterlichen Stadt des Okzidents grundlegend von der Stadt des Orients. Für die antike Stadt war ferner die Einheit von städtischem Zentrum und umliegendem Landgebiet (Chóra) im Gegensatz zur mittelalterlichen Stadt konstitutiv. Hier muss daran erinnert werden, dass die antiken Gesellschaften Agrargesellschaften waren, in denen mehr als zwei Drittel der Bevölkerung auf dem Lande arbeiteten. Sie produzierten für sich selbst und für die städtische Bevölkerung Nahrungsmittel, aber auch Rohstoffe wie Wolle. Die bäuerlichen Familien deckten aus den Erträgen ihrer Felder und Herden vornehmlich den Eigenbedarf (Subsistenzproduktion). Das gilt auch für den Haushalt reicher Oberschichtfamilien. Märkte hatten daher nur eine beschränkte Funktion. Nur in größeren Städten, deren Einwohner keine direkte Beziehung zur Agrarproduktion hatten, war keine Selbstversorgung mehr möglich, so dass hier viele gezwungen waren, alles Lebensnotwendige auf dem Markt zu kaufen. Dementsprechend stammt der Begriff Oikonomía von Oíkos = Haus und bedeutet ursprünglich „Hauswirtschaft“ im Unterschied zur modernen „Volkswirtschaft“. Das heutige Wirtschaftssystem ist erst im Verlauf der Industrialisierung entstanden, so dass seine Strukturen keineswegs ohne Weiteres auf die Antike projiziert werden dürfen.
6. Die Poleis verfügten über öffentliche Gebäude (z. B. Ratsgebäude) und einen zentralen Versammlungsplatz (Agora).
7. Sie hatten einen spezifischen Kalender.
8. Eigene Feste und Heiligtümer; denn jede Polis war auch eine religiöse Gemeinschaft mit einer Schutzgottheit (z. B. Athena Polias für Athen).
9. Eigene Zahlungsmittel (Münzen) sowie ein eigenes Heer und zuweilen auch eine Flotte.
10. Am politischen Willensbildungsprozess einer Polis war nur der männliche, erwachsene, von Bürgern abstammende und zuweilen durch eine bestimmte Vermögensqualifikation amtsfähige (Ämter waren meist unbesoldete Ehrenämter) Teil der Bevölkerung beteiligt.[22] Frauen waren zwar, wie in der Vormoderne üblich, nicht berechtigt, an Wahlen teilzunehmen und Ämter zu bekleiden, galten allerdings in den meisten Poleis durchaus als Bürger.

## Die Gliederung der Polis
Bereits in der Ilias ist das Heer nach Phylen und Phratrien geordnet. Homer spielt damit auf ein neues Gliederungsprinzip der Polis seiner Zeit (Mitte 8. Jhd. v. Chr.) an. Doch sind die Anfänge der Phylen und Phratrien sicher früher anzusetzen. Ursprünglich offenbar nur bei Ioniern und Doriern gebräuchlich wurden die Phylen seit dem 8. Jhd. v. Chr. das am weitesten verbreitete Gliederungselement der Poleis. Zahl und Namen der Phylen („Stämme“) stimmen in den verschiedenen Städten der Ionier wie in Athen die vier Phylen (Geleontes, Aigikoreis, Argadeis und Hopletes) und in den Städten der Dorier wie in Sparta die drei Phylen (Hylleis, Dymanes, Pamphyloi) anfangs weitgehend überein. Das deutet darauf hin, dass sich die Phylen bereits als Bestandteile dieser Ethnien vor deren Wanderung und Ausbreitung etabliert hatten und dann im Prozess der Polis-Entstehung zu den obersten Abteilungen der Poleis wandelten.
Dass die vier vorkleisthenischen Phylen Athens aus einem Zusammenschluss der Phratrien („Bruderschaften“) hervorgegangen sind, hat die neuere Forschung widerlegt. In der klassischen Polis gehörte der einzelne Bürger den verschiedensten Korporationen an. Das wird in der Vor- und Frühphase der Poleis nicht anders gewesen sein. Regionale Bindungen traten gegenüber dem Prinzip des personalen Zusammenhaltes dieser Vereinigungen frühzeitig in den Hintergrund. Phylenmitglieder („Phyleten“), die ihren Wohnsitz innerhalb Attikas wechselten, blieben Angehörige ihres alten Phylenverbandes. Die vorkleisthenischen Phylen nahmen auch keine regionalen Sonderrechte in Anspruch. Vielmehr handelten ihre Vorsteher, die sog. Phylobasileis („Phylenkönige“), nicht als Repräsentanten verschiedener Regionen Attikas, sondern übten ihre Funktionen im Namen der ganzen Polis aus. Dass die Phratrien und Phylen aus verschiedenen Schichten der Freien, Adligen wie Nichtadligen, zusammengesetzt waren, beweist: Die archaische Polis war keine „Geschlechterstadt“.
Die erbliche Phylen-Zugehörigkeit war in der Regel die Voraussetzung für eine Teilhabe am Vollbürgerrecht. Beruhend auf einer etwa gleich großen Zahl von Bürgern bzw. Schwerbewaffneten („Hopliten“) leisteten die Phylen einen wichtigen Beitrag zur politischen, militärischen, religiösen und kulturellen Selbstorganisation der Polis. Phylen und Phratrien wirkten im Prozess der Polisbildung integrativ. Die „öffentlichen“ Aufgaben, die diese Personenverbände im Rahmen der Organisation des Gemeinschaftslebens als „Kleingesellschaft“ der Polis übernahmen, ergänzten die der zentralen Polisbehörden, so dass sich ein perfektionierter Verwaltungsapparat erübrigte. So bildeten die Phylen (mit der für Athen von Aristoteles (?) bezeugten ursprünglichen weiteren Unterteilung in jeweils drei Trittyen= „Drittel“) und Phratrien insgesamt ein Grundgerüst für die Teilhabe der Bürger am Gemeindeleben, an Verwaltung und Regierung: Sie kanalisierten deren Rechte und Pflichten, indem sie Verteilungsmechanismen für Ämter und Funktionen bzw. für die Teilhabe an Verwaltung und Regierung sowie für den Militärdienst schufen. Durch ihre Zentrierung auf die Gesamt-Polis wirkten die Phylen und Phratrien im Sinne einer Zentralisierung und verstärkten die institutionalisierte Staatlichkeit der Polis. Das gilt vor allem in Athen nach der Phylen- und Demenreform des Kleisthenes 508/507 v. Chr.: An die Stelle der vier alten, nach Personenverbänden, d. h. gentilizisch gegliederten Phylen zu je drei Trittyen traten zehn neue lokale Phylen zu je drei lokalen Trittyen aus den drei großen Distrikten von Attika, nämlich „Stadtgebiet“, „Binnenland“ und „Küstengebiete“.
Die Demen („Ortsgemeinden“) mit dem jeweiligen Wohnsitz der Bürger als kleinste natürlich gewachsene Einheiten übernahmen im Rahmen einer weitgehenden kommunalen Selbstverwaltung mit einem jährlich gewählten Bürgermeister an der Spitze und der Gemeindeversammlung als letztem Entscheidungsträger in allen die Gemeinde betreffenden Angelegenheiten die „öffentlichen“ Aufgaben der Phratrien: Sie verwalteten jetzt das Personenstandsregister, nämlich Geburts-, Heirats- und Sterbelisten, das Wehrregister und die Liste der Vollbürger.
Das alte System von Personenverbänden ließ Kleisthenes freilich bestehen, beließ ihm aber nur noch religiöse Funktionen. Ungeachtet der neuen „politischen“ Rolle der sich weitgehend selbst verwaltenden Ortsgemeinden („Demoi“) blieb aber die Mitgliedschaft in der Phratrie weiterhin die sakralrechtlich geforderte Voraussetzung für die Aufnahme in die Bürgerschaft.

## Soziale Gruppen und Bürgerbegriff in der Polis
Die Einwohner der Poleis waren Männer, Frauen und Kinder mit Bürgerrecht, Metöken bzw. xenoi (= ortsansässige freie Fremde ohne das lokale Bürgerrecht), Periöken (= Umwohnende der Polis Sparta) und Sklaven. Als Personenverbandsstaat umfasste jede Polis nur die vollberechtigten, volljährigen männlichen Bürger (Politen) als Teilhaber an der „Herrschaft“. Frauen, Kinder, Metöken, vorübergehend in der Stadt als Gäste/Besucher weilende Ausländer und Unfreie waren vom Vollbürgerrecht und damit von jeder Beteiligung an der Selbstverwaltung ausgeschlossen. Als Kleisthenes 508/507 in Athen die zehn neuen lokalen „Phylen einrichtete und die Demokratie schuf“ (Herodot, 6,131), schloss er diejenigen formal aus den Phylen aus, denen die geforderte familiäre Herkunft und/oder der dauernde Wohnsitz fehlte und die so nicht als Mitglied einer Deme registriert werden konnten. Damit beginnt die Geschichte der Personengruppe der Métoikoi.
Die Metöken durften keinen Grundbesitz erwerben und mussten regelmäßig, vermutlich monatlich, eine Kopfsteuer (Metoíkion) bezahlen: 1 Drachme für einen erwachsenen Mann, eine halbe Drachme für eine unabhängige erwachsene Frau. Wohlhabende Metöken waren zudem verpflichtet, als Hopliten Militärdienst zu leisten. Zu Beginn des Peloponnesischen Krieges stellten die Metöken bei der Invasion in das Gebiet der Polis Megara (nach Thukydides, 2,31,2) 3.000 Hopliten. Weniger die Kopfsteuer war es, sondern vor allem der Militärdienst, der von den Metöken als Belastung empfunden wurde. Da die meisten Metöken aufgrund der Tatsache, dass sie kein Land erwerben konnten, auf landwirtschaftliche Aktivitäten verzichten mussten, waren sie vor allem im Bereich von Handwerk, Handel und Geldverleih tätig. Das klassische Athen zog als größte Polis der griechischen Welt die meisten Fremden an. Um 313 v. Chr. erreichte die Zahl der Metöken, die offiziell registriert waren, angeblich knapp die Hälfte der gesamten Vollbürger, deren Zahl freilich kurz zuvor stark geschrumpft war. Es sollen 10.000 Metöken und 21.000 Politen gewesen sein.
Ein Jahrhundert später war der Anteil der Metöken an der freien Bevölkerung vielleicht noch höher. Auch wenn der Status des Metöken am besten für Athen bezeugt ist, war er keineswegs auf diese Polis beschränkt. In etwa 70 Städten ist ihre Existenz während der klassischen und hellenistischen Epoche, wenngleich unter verschiedenen Bezeichnungen, bezeugt. In allen griechischen Städten stellten die „Bürger“ also nur einen Bruchteil der Gesamtbevölkerung einer Polis. Nicht die Gemeinschaft des Ortes, sondern die Teilhabe an der „Herrschaft“ und „Rechtsprechung“ machte den Stadtbewohner nach der literarisch bedeutsamsten Theorie des Polítes bei Aristoteles zum „Bürger“. Nur diesem war es vergönnt, ein „bürgerliches Leben“ (Bíos politikós) zu führen. Darunter verstand man die Lebensweise des Bürgers, in der seine „Freiheit“ (Eleuthería) Dasein hatte (siehe auch Achsenzeit).
Unter Berufung auf die alten Zeiten, als nur Knechte und Fremde Handwerker waren, entschied sich Aristoteles, der berühmteste Metöke Athens, dafür, dass nur der Freie (eleútheros) – und das heißt für griechisches Denken: der vom Erwerb des Lebensnotwendigen freie, über ein Haus gebietende Mann – „Bürger“ genannt werden könne.
So ist der gemeineuropäische Bürgerbegriff vom antiken Stadtstaat aus gebildet worden. Der Verbandscharakter der Polis und die Freiheit der sie autonom regierenden Politen unterschieden die okzidentale Stadt grundlegend von der außereuropäischen (orientalisch-asiatischen) Stadt. Der europäische Bürgerstatus wurde von der klassisch-griechischen Philosophie (Platon, Aristoteles) auf den Begriff gebracht und blieb prägend für die weitere Entwicklung des europäischen Bürgerbegriffs im Mittelalter und der Neuzeit.

### Frauen
Frauen hatten in der politischen Öffentlichkeit zumindest in Athen, über das wir mit Abstand am besten informiert sind, keinen Platz. Nur Priesterinnen konnten in gewichtige Positionen gelangen. Sonst standen die Frauen ein Leben lang unter der Vormundschaft ihres Mannes oder, falls dieser nicht anwesend oder gestorben war, unter der ihres Vaters bzw. ältesten Bruders. Frauen waren nicht testierfähig und konnten sich auch ihren Ehepartner meist nicht aussuchen. Eine materielle Abhängigkeit ergab sich daraus, dass Frauen nur sehr selten Eigentum besaßen. Schutz gegen den Mann konnte allenfalls die eigene Familie bieten. In der Polis Sparta waren die Frauen deutlich besser gestellt als in Athen, was die athenischen Autoren als anstößig und sittenlos empfanden.
Innerhalb des Oikos, der Verwaltung des Hauswesens, und in der Erziehung der Kinder war die Frau jedoch auch in Athen relativ frei und konnte große Bedeutung und hohes Ansehen genießen. Je nach Persönlichkeit und Stand konnte sie in der Lage sein, sich einen eigenen Lebensbereich zu schaffen.
Gegen Ende des 5. Jahrhunderts v. Chr. begann in Athen ein philosophischer Diskurs über die Stellung der Frau. Platon forderte dann um 350 v. Chr. in seinem unvollendeten Alterswerk Nomoi (Die Gesetze), dass Frauen grundsätzlich gleichberechtigt sein und an der Ausbildung der Jungbürger (Epheben) sowie den Symposien teilnehmen sollten. Mindestalter für ein Zeugnisrecht vor Gericht und für die Bekleidung von Staatsämtern solle bei den Frauen 40, bei Männern 30 Jahre sein (Plat. Nom. 937 A). Männer seien vom 20. bis zum 60. Lebensjahr wehrpflichtig, Frauen von der Geburt ihres letzten Kindes bis zum 50. Lebensjahr, doch solle man sie im Militärdienst nicht überfordern.
Platons Ideen dürften keine allzu große Wirkung entfaltet haben, sind aber wohl Ausdruck dafür, dass die verbreitete Misogynie im philosophischen Diskurs etwas an Einfluss verlor – ohne dass sich die grundsätzliche Stellung der athenischen Frau veränderte. Sehr viel bedeutender ist der Umstand, dass bereits seit Perikles jeder Vollbürger Athens nachweisen musste, dass beide Eltern das Bürgerrecht besessen hatten; fortan wurde es wichtig, den Status der Mutter öffentlich herauszustellen.

### Sklaven
Die unterste soziale Gruppe bildeten die Sklaven. Ein solcher wurde man meist durch Kriegsgefangenschaft oder Schuldknechtschaft. Sklaven besaßen keinerlei Rechte, denn sie gehörten zum Sacheigentum ihrer Herren, die nach Belieben über sie verfügen konnten. In manchen Poleis waren die Sklaven für die Wirtschaft von zentraler Bedeutung. Vielfach ermöglichten sie erst die zeitaufwändige politische Teilhabe der Vollbürger und deren Abwesenheit aus der häuslichen Wirtschaft während der Kriegszüge. Die attischen Polis-Sklaven in den Silberbergwerken von Laurion, die unter vernichtenden Bedingungen vegetieren mussten, trugen durch ihre Arbeitsleistung wesentlich dazu bei, das Flottenbauprogramm des Themistokles 483 v. Chr. finanzieren zu helfen. Freilassungen aus dem Sklavenstand fanden äußerst selten statt. Freigelassene Sklaven stiegen in den Status eines Metöken auf. Das verstärkte den randlichen sozialen Status der Metöken in Athen.

## Stadtaufbau
Die antike griechische Stadt war vor allem durch einen zentralen Platz geprägt, die Agora. Diese stellte den Mittelpunkt des sozialen, kulturellen und wirtschaftlichen Lebens dar. Eine Stadtmauer zum Schutz der Polis war je nach Lage und Bedeutung der Stadt unterschiedlich befestigt.
Durch die Kolonisation der Griechen wurde der griechische Stadttyp nach Ägypten, an das heutige Schwarze Meer, sowie nach Sizilien, Italien und Südfrankreich getragen. Die meisten neuen Kolonien wiesen ab 450. v. Chr. einen sehr strengen rechteckigen Straßengrundriss auf. In Anlehnung an den griechischen Baumeister Hippodamos nennt man diesen Grundriss auch Hippodamisches Schema. Eine antike griechische Stadt, in der Hippodamos dieses Schema besonders angewendet hat, ist Milet.

## Beispiele antiker Poleis
- Argos
- Athen
- Delphi
- Korinth
- Kyrene
- Massilia
- Rhodos
- Sikyon
- Sparta
- Syrakus
- Thasos
- Theben
- Milet
- Ephesos